# مهرجان الخيول العربية
مهرجان للخيول العربية ويعرف أحيانا بمهرجان الشرقية للخيول العربية، هو مهرجان سنوي يقام في محافة الشرقية بمصر للخيول العربية. يعد من أقدم المهرجانات للخيول في الوطن العربي حيث تم انطلاقه عام 1921، ويتمتع بشهرة واسعة دولية لكل محبي الخيول العربية، تستضيف محافظة الشرقية في مدينة بلبيس المهرجان كل عام وتنظمه وزارة السياحة بالمشاركة مع جهات أخرى المهرجان والذي يشهد سباقات للخيول وقفز موانع وغيرها. وأقيمت حالياً الدورة الخامسة عشر للمهرجان.

## المشاركين
ويساهم الاتحاد العربي للفروسية في فعاليات المهرجان، ويتواجد اعضاؤه بصفه منتظمه في دوراته المختلفة.
و يشترك في فعاليات وبطولات ومسابقات وعروض مهرجان هذا العام، كل من:
- الاتحاد المصري للفروسية.
- الاتحاد المصري للبولو. مهرجان الشرقية الخامس عشر للخيول العربية
- نادى فروسية القوات المسلحة.
- نادى فروسية الحرس الجمهورى.
- اتحاد الشرطة الرياضى.
- مصلحة تدريب الشرطة.
- أكاديمية الشرطة.
- إدارة خيالة الشرطة.
- إدارة خيالة شرطة القاهرة.
- إدارة هجانة الشرطة.
- نوادى الفروسية بالقاهرة والاسكندريه.
- مزارع الخيول العربية المنتشرة في كل أنحاء الجمهورية.
- إدارة موسيقات الشرطة

شعار محافظة الشرقية ، أتخذ الحصان شعارا لها لكونها تشتهر بتواجد ورعاية الخيول العربية

يحضر المهرجان طوال فترة إقامته التي تستمر أربعة أيام، الآلاف من محبى وهواة الخيل العربية ورياضات الفروسية واصحاب مزارع الخيول العربية، وكذلك أعضاء نوادى الفروسية، والفرسان والمشاركين في البطولات المختلفة، بالإضافة الي بعض السادة الوزراء والمحافظين وقيادات الجيش والحرس الجمهورى والشرطة، ومجموعة من سفراء الدول العربية والأجنبيه والقيادات التنفيذيه والشعبية من مختلف المحافظات، كما يحضر المهرجان المئات من العرب والأجانب المقيمين في مصر